# Силвестар Печерски
Преподобни Силвестар Печерски је хришћански светитељ. Живео је у 12. веку. Продужио је летопис Нестора Летописца и написао девет житија светих Печерских угодника Божјих. У хришћанској традицији се верује да је имао дар од Бога да изгони демоне. Мошти Силвестра Печерског се налазе у Кијевским пештерама преподобног Антонија.
Православна црква га слави 2. јануара по јулијанском календару, а 15. јануара по грегоријанском календару.